# 산청 율곡사 대웅전
산청 율곡사 대웅전(山淸 栗谷寺 大雄殿)은 대한민국 경상남도 산청군 율곡사에 있는 조선시대의 건축물이다. 1963년 1월 21일 대한민국의 보물 제374호로 지정되었다.

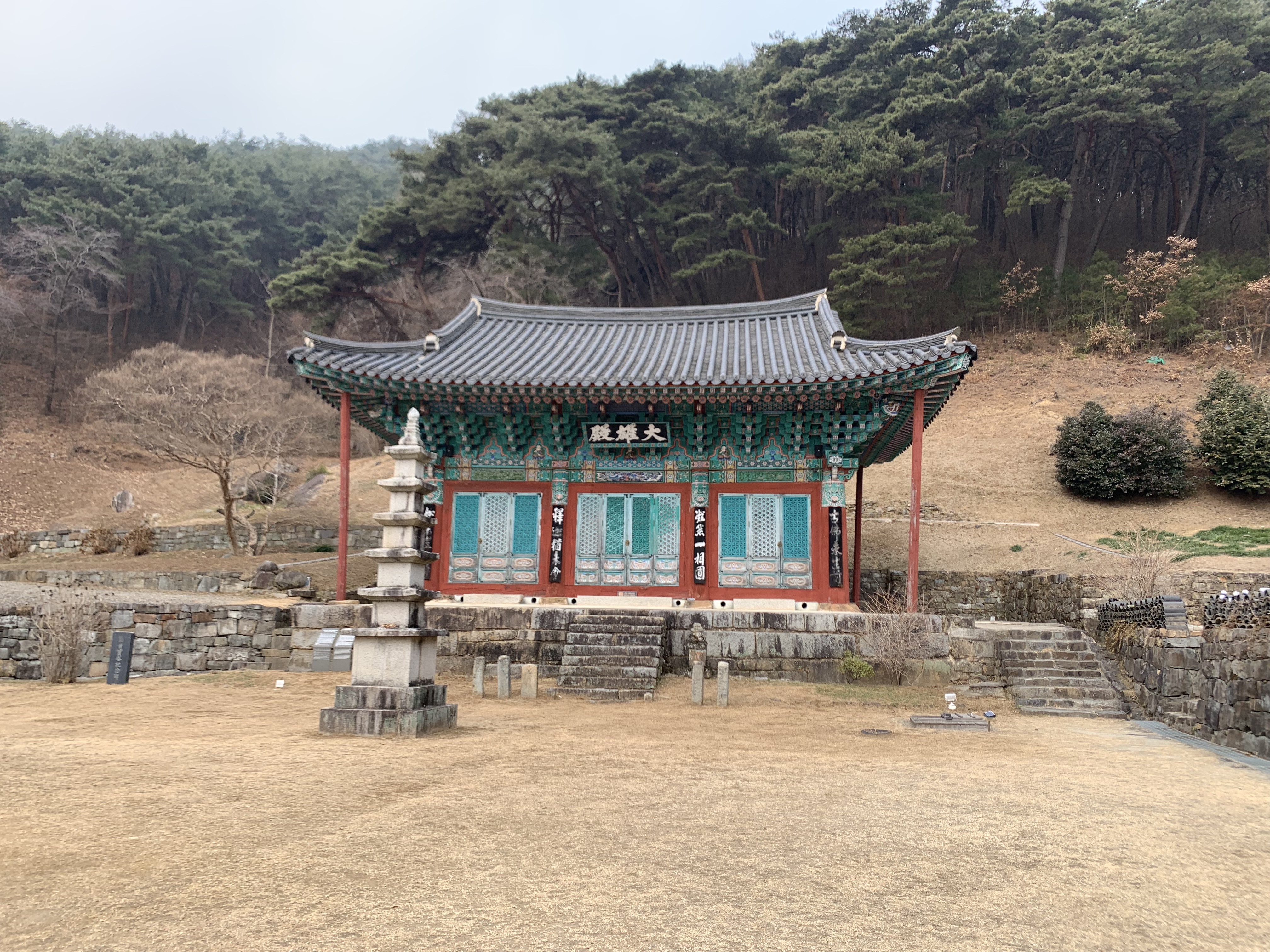
20230105 율곡사 대웅전

2025년 7월 19일 폭우로 인해 심각한 파손을 입은 사실이 확인되었다.

## 개요
율곡사는 신라 경순왕 4년(930)에 감악조사(感岳祖師)가 창건하였다고 전하는 절이다. 절과 관련된 고려·조선시대의 역사는 자세히 전하지 않지만 현재의 대웅전은 2003년 해체과정에서 어칸 종도리 하부에서 “강희십팔년기미월일상량기(康熙十八年己未月日上樑記)”의 묵서명 기록이 나와, 조선 숙종 4년(1679)에 대대적으로 중수(重修)되었음이 확인되었다.
규모는 앞면 3칸·옆면 3칸이며 지붕은 옆면에서 보았을 때 여덟 팔(八)자 모양을 한 팔작지붕이다. 지붕 무게를 받치기 위해 장식하여 짜은 구조가 기둥 위 뿐만 아니라 기둥 사이에도 있는 다포 양식이다. 앞쪽 문의 문살은 여러 문양으로 복잡하게 꾸며 건물에 더욱 다양한 느낌을 주고 있다.
건물 안쪽 천장은 우물 정(井)자 모양의 우물천장으로 만들어 천장 속을 가리고 있고 불단 위쪽으로 지붕 모형의 닫집을 만들어 놓았다.
산 속에 있는 비교적 큰 규모의 조선 중기 건물로 간결하면서도 웅장한 멋을 갖추고 있는 건축문화재이다.

## 현지 안내문

### 국문 설명
산청 율곡사 대웅전
山淸 栗谷寺 大雄殿
보물 제374호
대웅은 석가모니불을 가리키며, 위대한 성인을 뜻한다. 대웅전은 석가모니불을 중심으로 문수보살*과 보현보살*을 좌우에 모시는 전각이다. 산청 율곡사는 신라 진덕 여왕 5년(651)에 원효 대사가 세운 것으로 전해지며, 신라 경순왕 4년(930)에 고쳐 지었다. 대웅전은 조선 숙종 4년(1678)에 수리하였다.
산청 율곡사 대웅전은 앞면 3칸, 옆면 3칸 건물이며, 옆에서 보았을 때 여덟 팔(八) 자 모양인 팔작지붕이다. 지붕 무게를 받치는 3단 나무 구조물이 기둥 위와 기둥 사이에 있으며, 아름답고 웅장한 멋이 있어 조선 초·중기 사찰 건축 양식의 특징을 보여 준다. 앞면에 있는 문 두 짝은 문살의 문양이 독특해 건물을 더욱 돋보이게 한다.
- 문수보살(文殊菩薩): 석가모니의 왼쪽에 있는 불교의 지혜를 맡은 보살
- 보현보살(普賢菩薩): 석가모니의 오른쪽에 있는 불교의 진리와 수행의 덕을 맡은 보살

### 영문 설명
Daeungjeon Hall of Yulgoksa Temple, Sancheong
Treasure No. 374
Daeungjeon is a Buddhist worship hall enshrining a statue of Sakyamuni, the Buddha. This hall is also the main hall of Yulgoksa Temple.
Yulgoksa Temple is said to have been founded in 651. It is unknown when Daeungjeon Hall was first built, but it was reconstructed in 1678 and later underwent several repairs.
The brackets supporting the roof are intricate, and the doors at the front of the building are decorated with exquisite floral grid lattices. Inside the hall, the coffered ceiling is painted with various patterns, and a red wooden canopy stands over the Buddhist altar.

## 갤러리

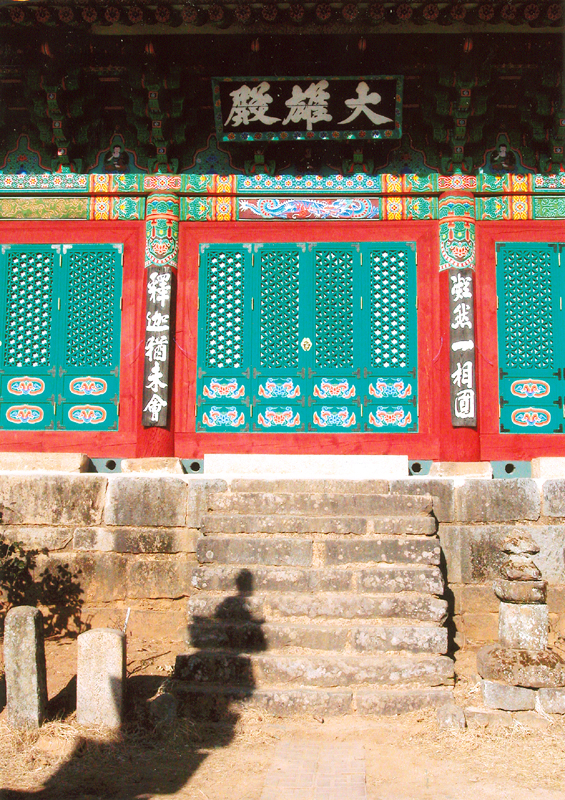
전면
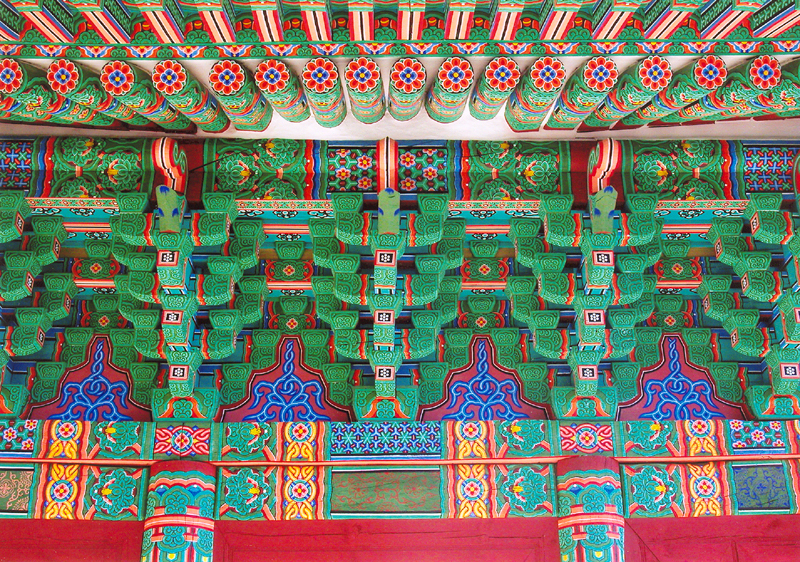
공포
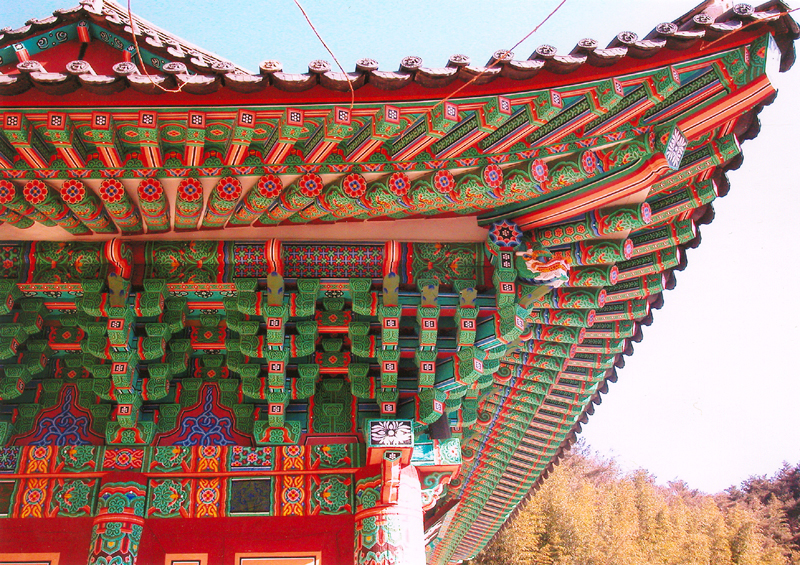
추녀부분
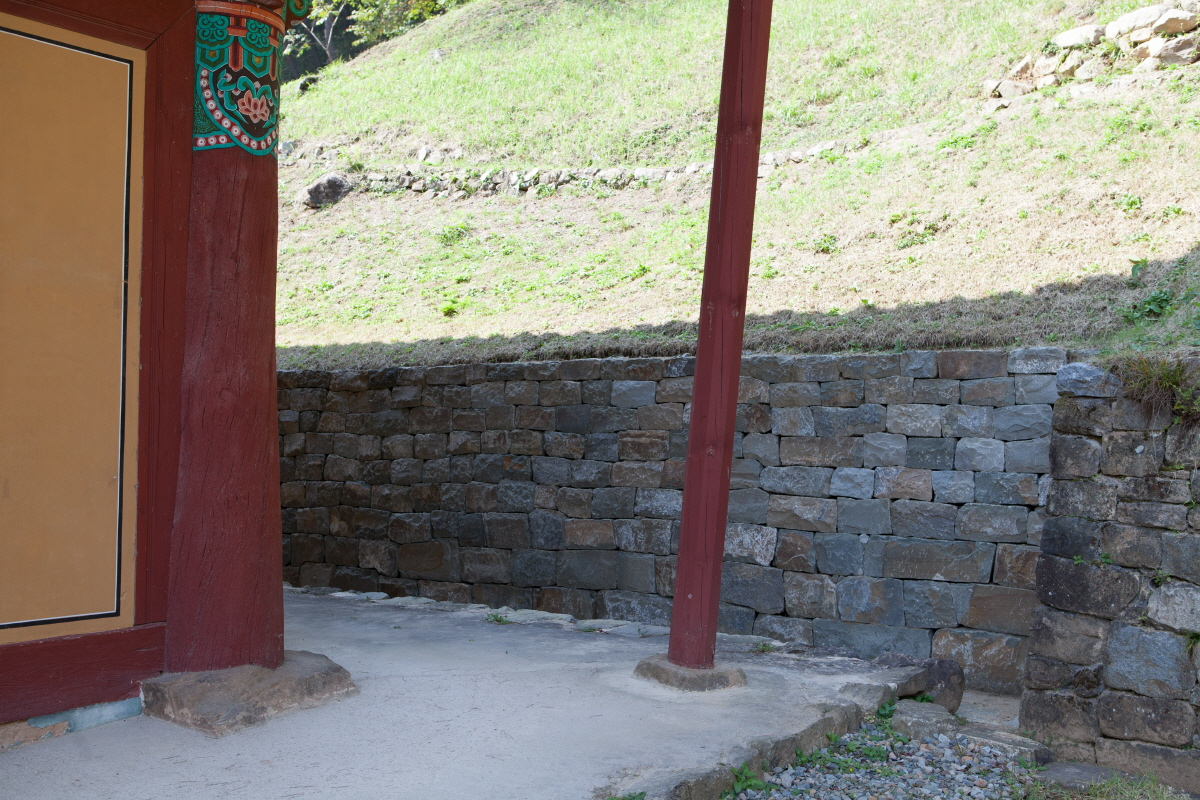
기둥 및 초석
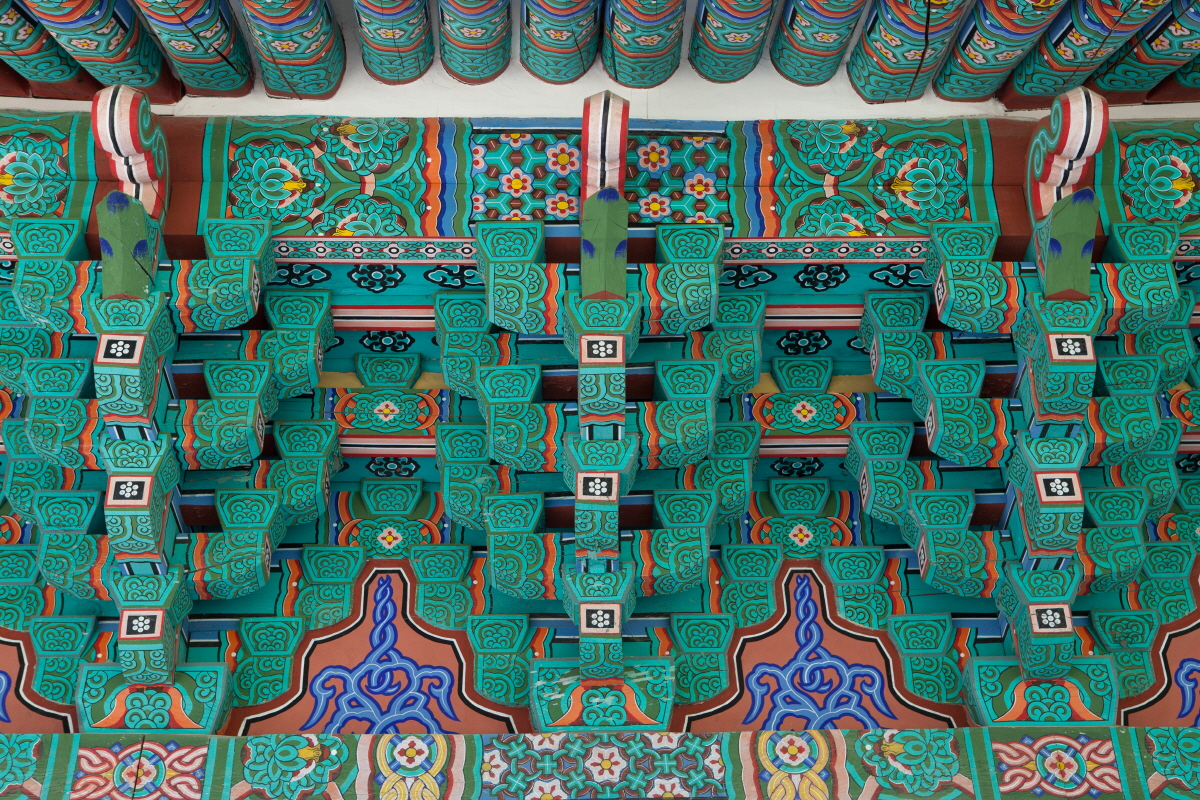
단청
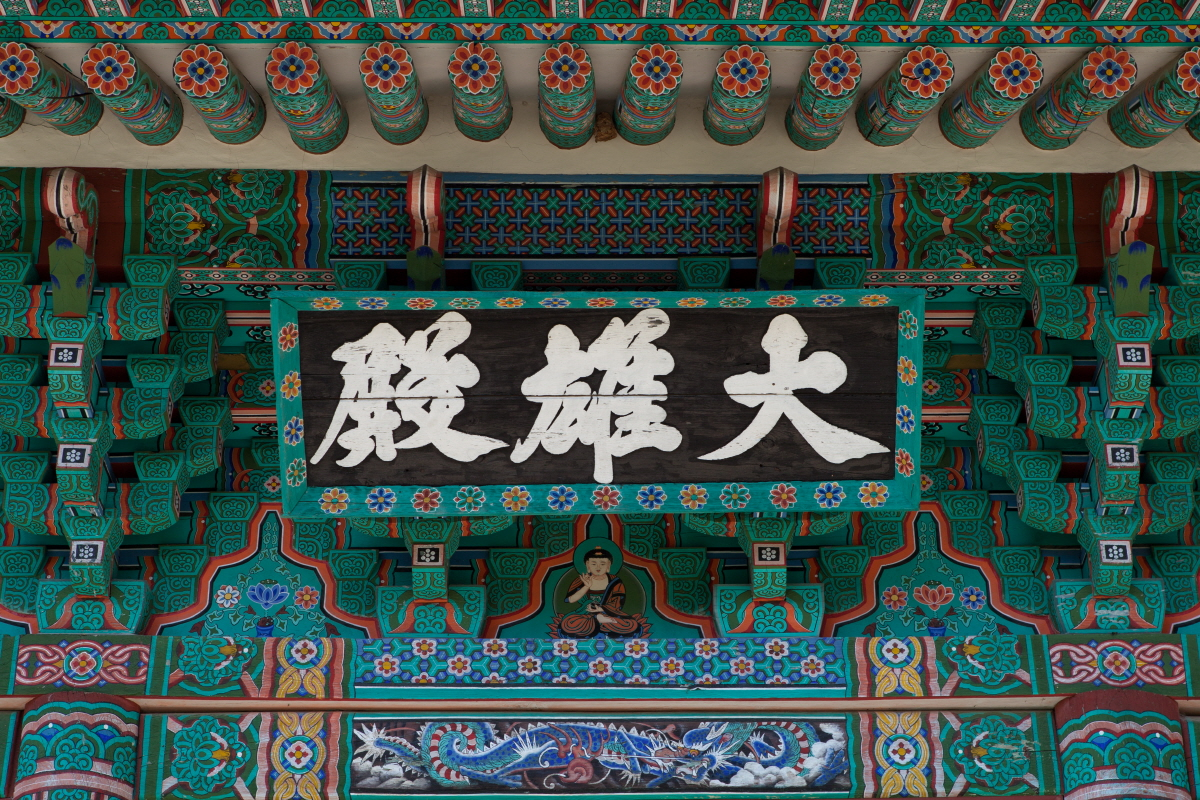
대웅전 편액
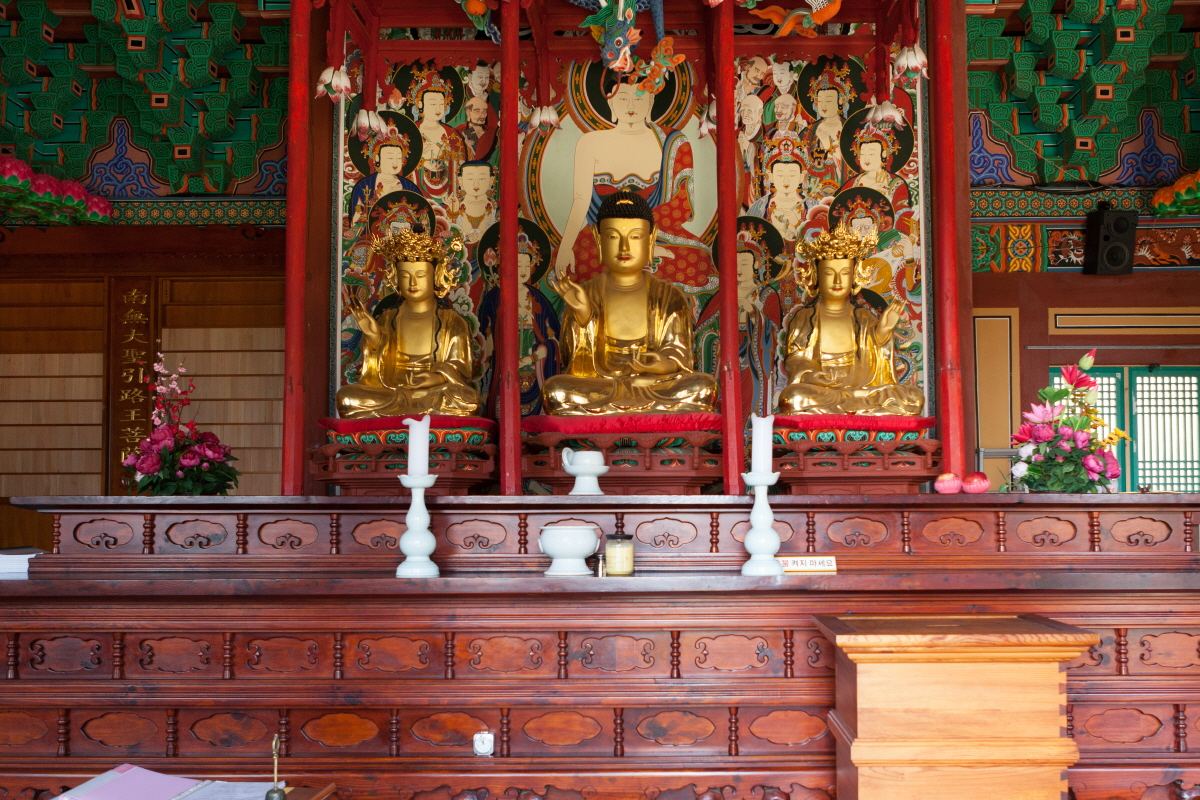
불상
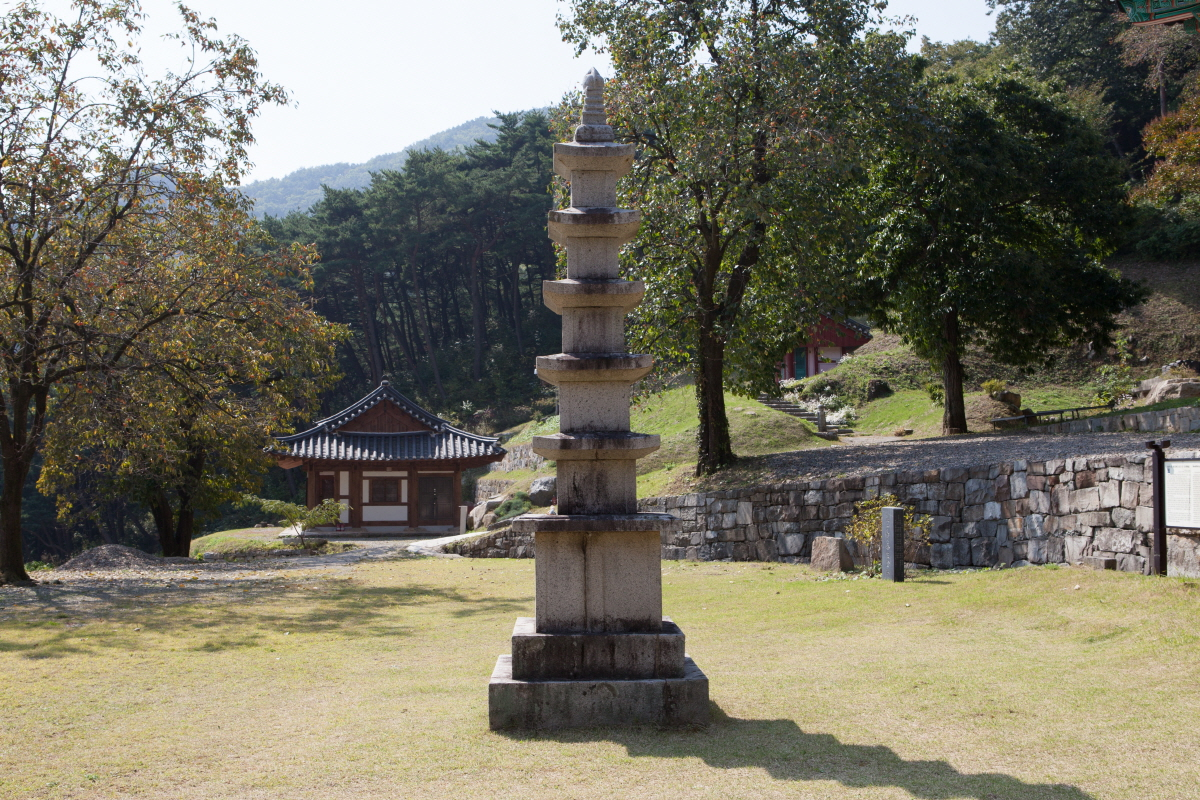
석탑 탑신
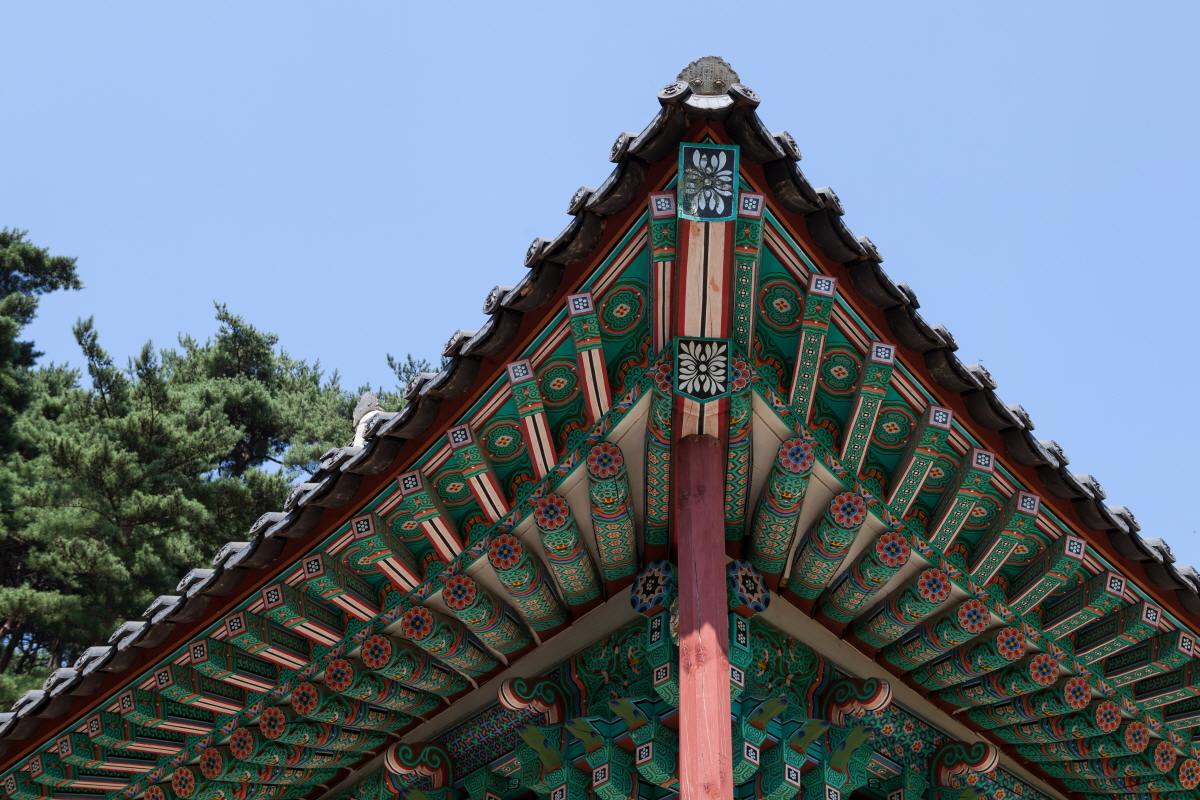
처마
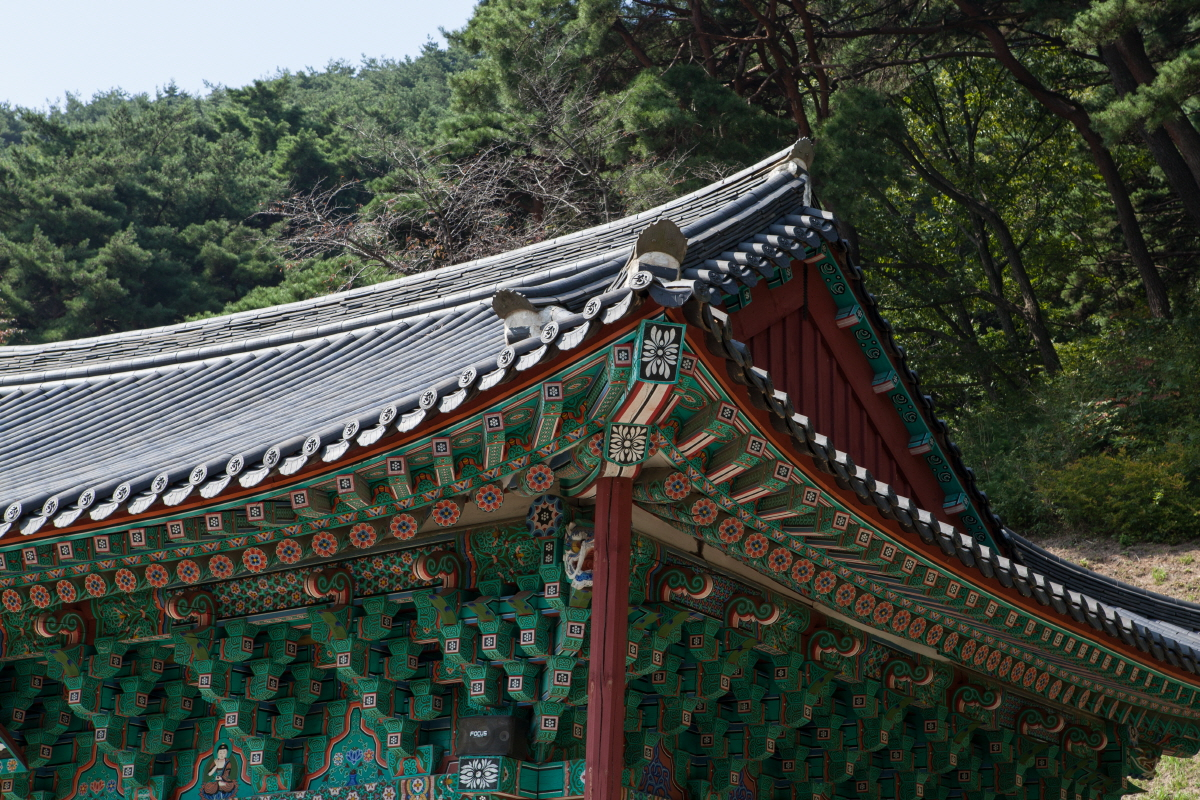
기와
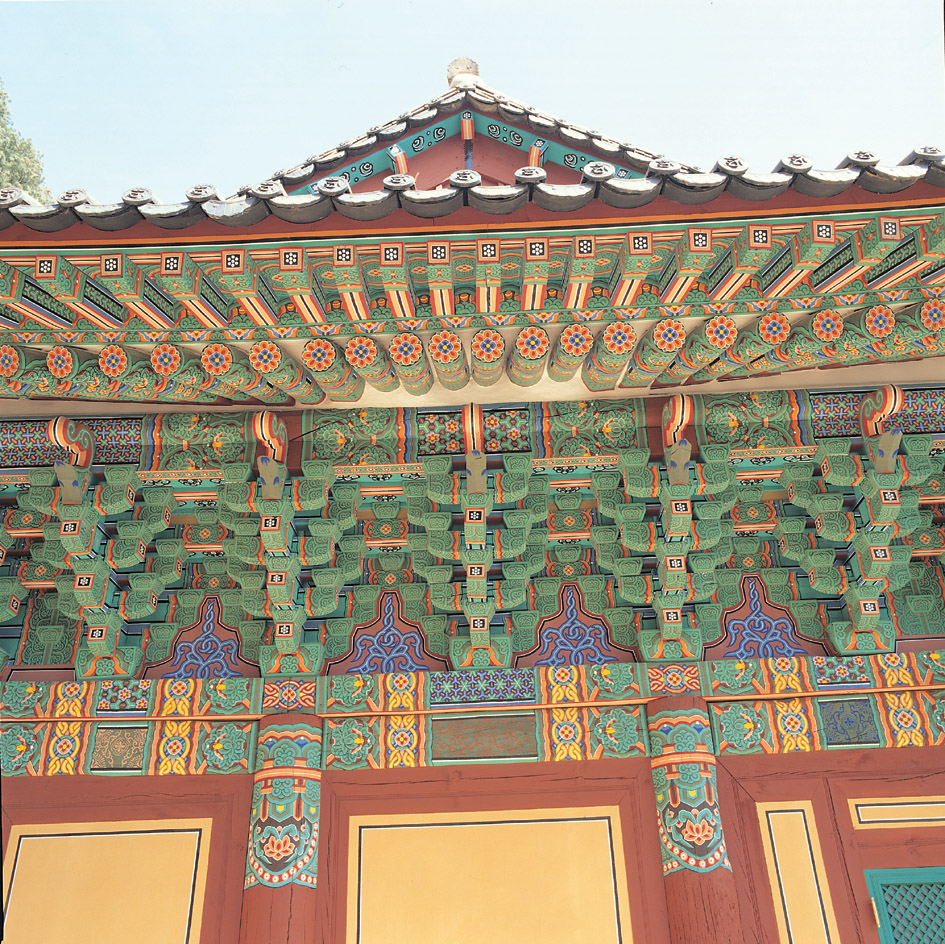
율곡사 대웅전 처마와 공포
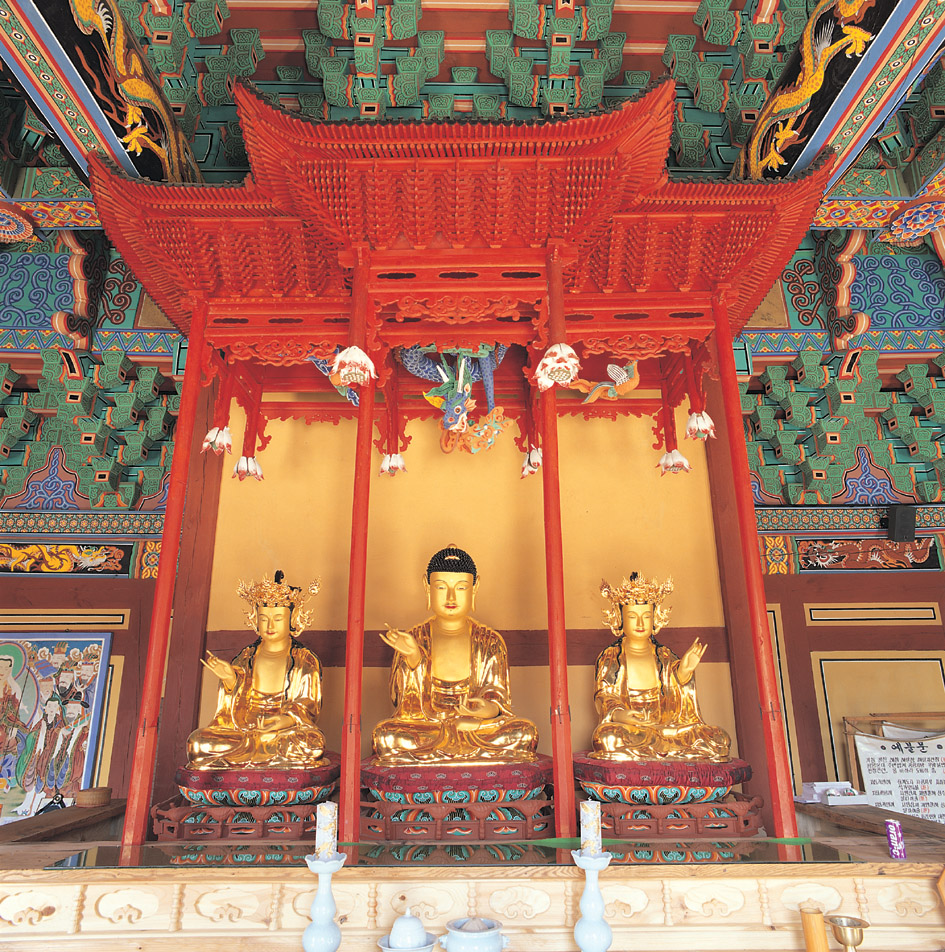
율곡사 대웅전 내부 불단 및 닫집
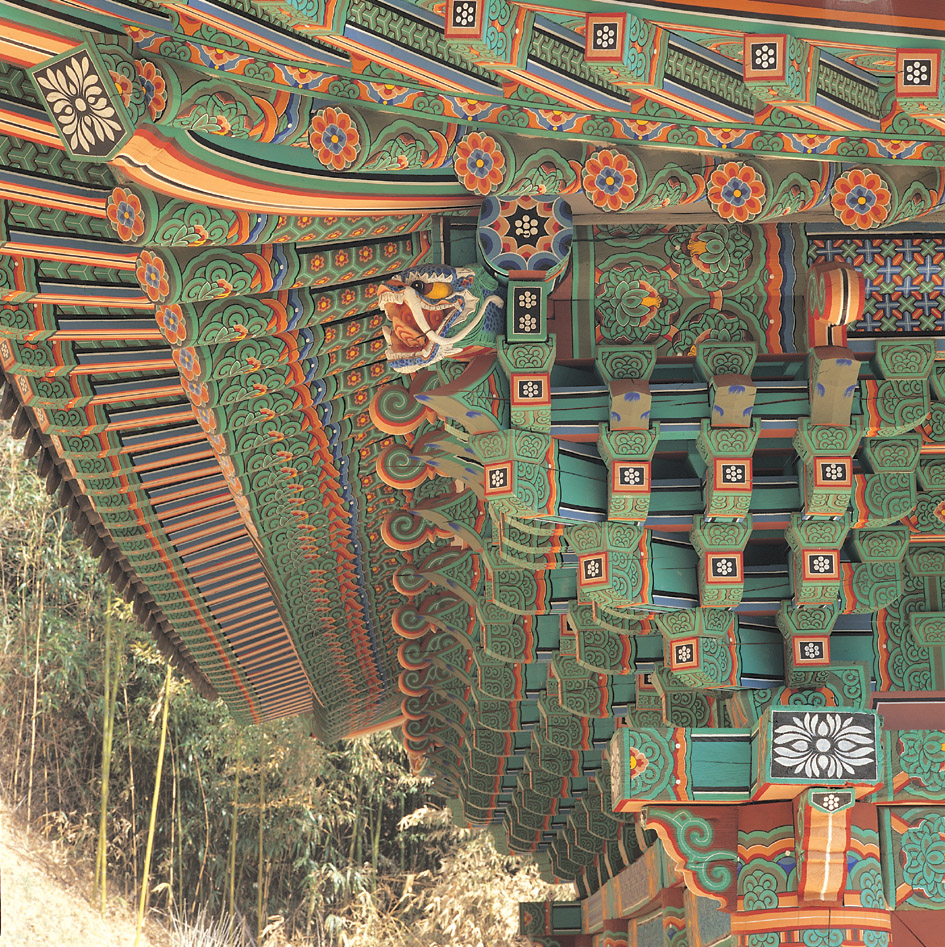
율곡사 대웅전 귀공포
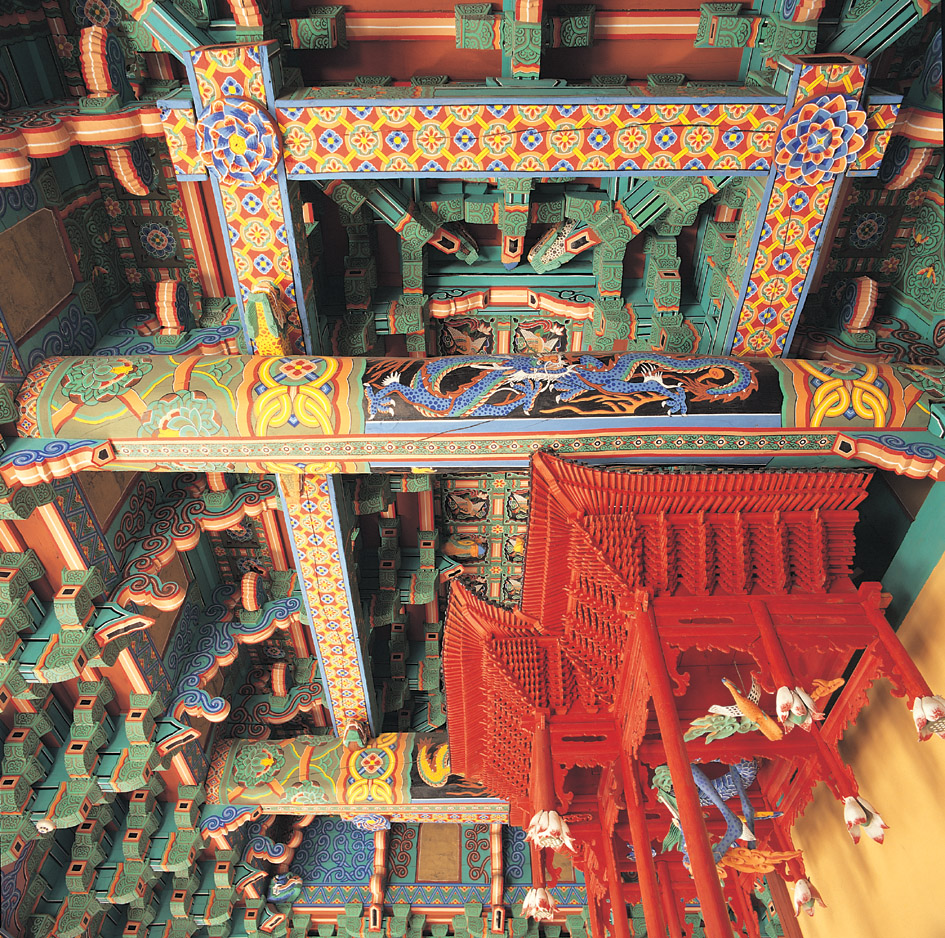
율곡사 대웅전 내부 천장
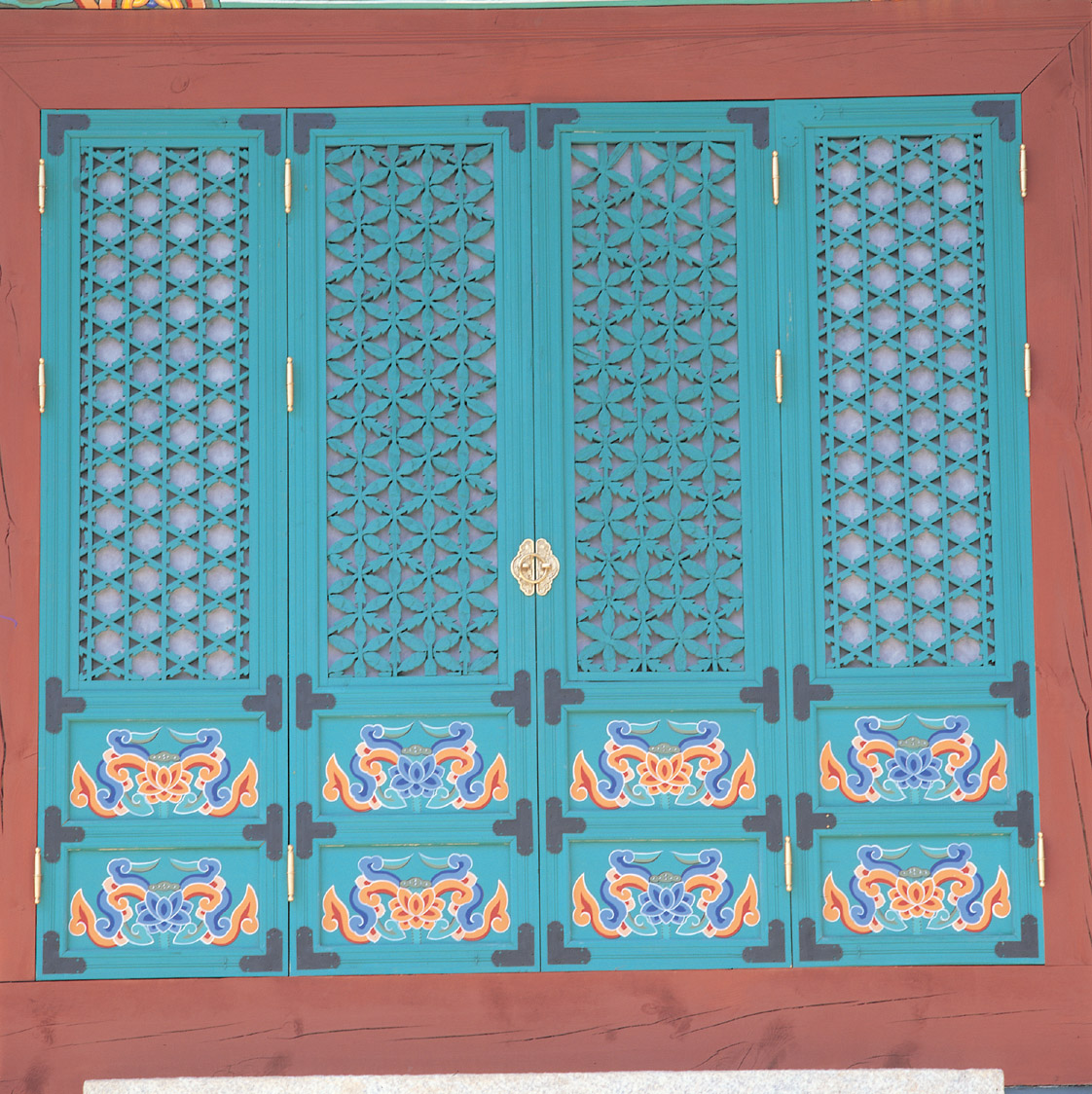
율곡사 대웅전 중앙칸 꽃살문

## 같이 보기
- 율곡사

## 참고 자료
- 산청 율곡사 대웅전 - 국가유산청 국가유산포털